# 門田新松

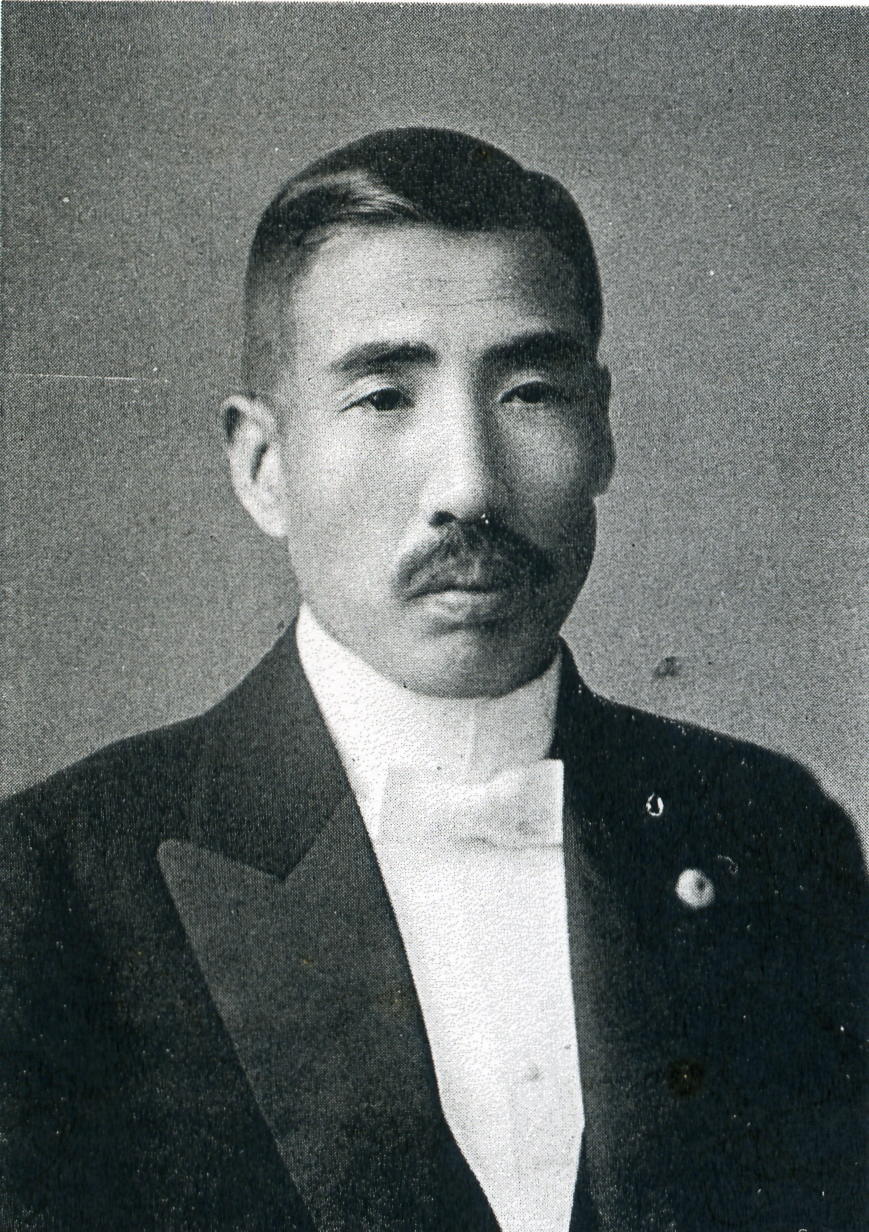
門田新松

門田 新松（もんでん しんまつ、1876年（明治9年）9月7日 - 1959年（昭和34年）4月11日）は、日本の実業家、政治家。衆議院議員。

## 経歴
広島県沼隈郡水呑村（水呑町を経て現福山市）で、門田伝吉の三男として生まれる。1892年（明治25年）鞆高等小学校（廃校）を卒業。1894年（明治27年）水呑小学校雇教師となり、1896年（明治29年）准訓導に進み、1898年（明治31年）呉高等小学校に異動した。1903年、東洋協会専門学校を卒業。
日露戦争に海軍嘱託として従軍。その後、大連市で日清興信所を設立。その他、関東州経済調査委員、大連株式商品取引所理事長、大連郊外土地監査役、大連株式信託ハルピン取引所監査役、教育貯蓄銀行監査役、大連商品信託取締役、満州不動貯金取締役、第一無尽社長、日清印刷所社長などを務めた。
1920年5月、第14回衆議院議員総選挙で熊本県第三区から立憲政友会所属で出馬して当選。第17回（山形県第二区）、第18回総選挙（埼玉県第三区）でも当選。1936年2月、第19回総選挙（埼玉県第三区）に出馬するも落選したが、同年12月10日、当選者の山森利一が衆議院議員当選無効事件で大審院の判決確定により議員を退職したため、同年12月23日、更生決定により衆議院議員に就任し、同議員を通算四期務めた。